# 青森県道178号野辺地停車場線
青森県道178号野辺地停車場線（あおもりけんどう178ごう のへじていしゃじょうせん）は、青森県上北郡野辺地町を通る一般県道である。

## 概要
青森県道208号野辺地野辺地停車場線から連続し、青い森鉄道線・JR大湊線野辺地駅から東側に野辺地町鳴沢で国道279号に合流する。

### 路線データ
- 起点：野辺地停車場[1]
- 終点：国道二七九号交点（上北郡野辺地町）[1]

## 歴史
- 1961年（昭和36年）2月10日 - 県道に認定される[1]。

## 地理

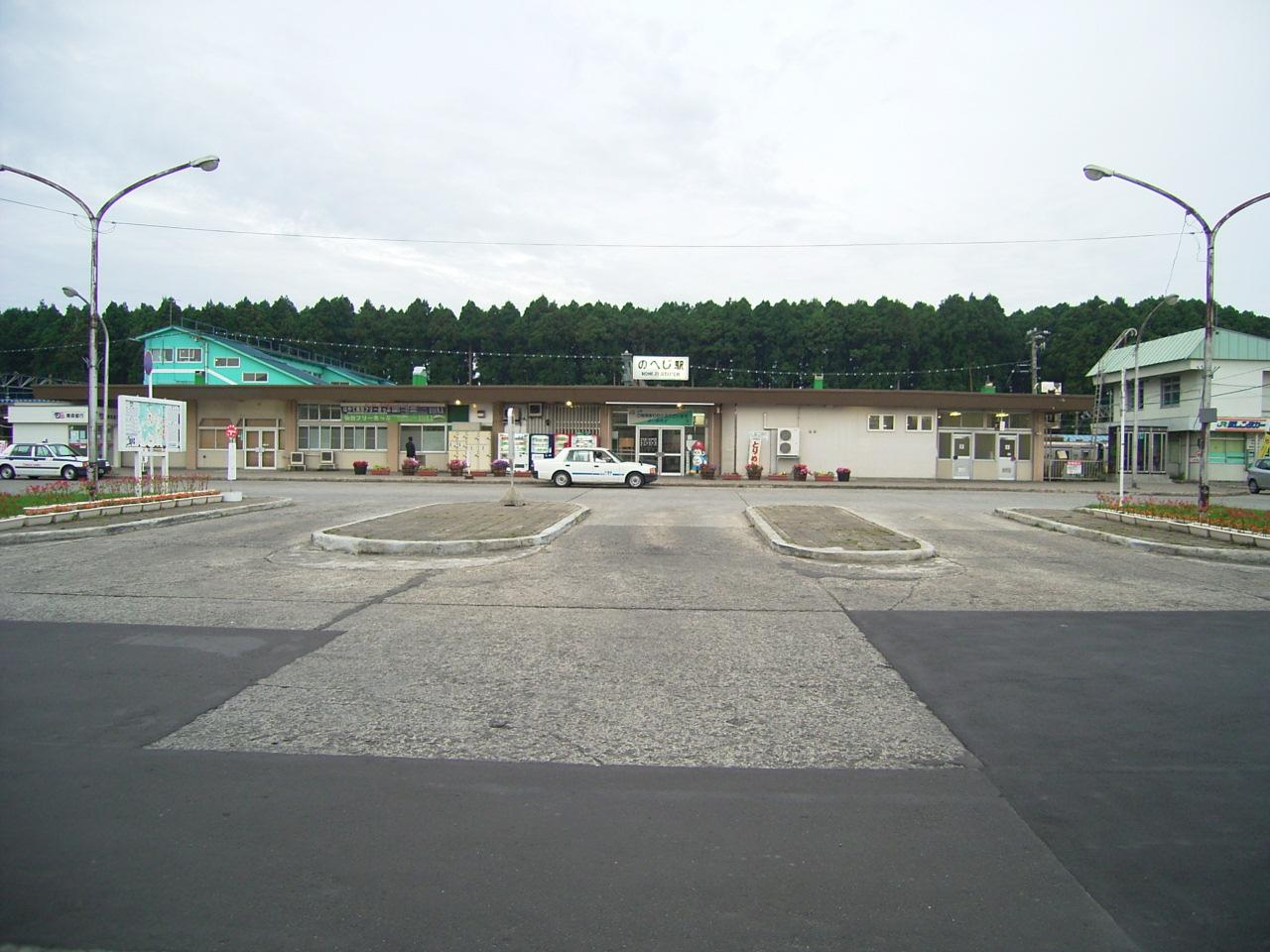
起点付近・野辺地駅

### 交差する道路
- 青森県道208号野辺地野辺地停車場線（起点）
- 国道279号（終点）

### 沿線の施設など
- 野辺地駅前郵便局
- 青い森鉄道線・JR大湊線野辺地駅
  - 野辺地町観光物産PRセンター（駅併設）
- 公立野辺地病院（終点付近）